# 蓋約省
5°41′N 6°4′W / 5.683°N 6.067°W

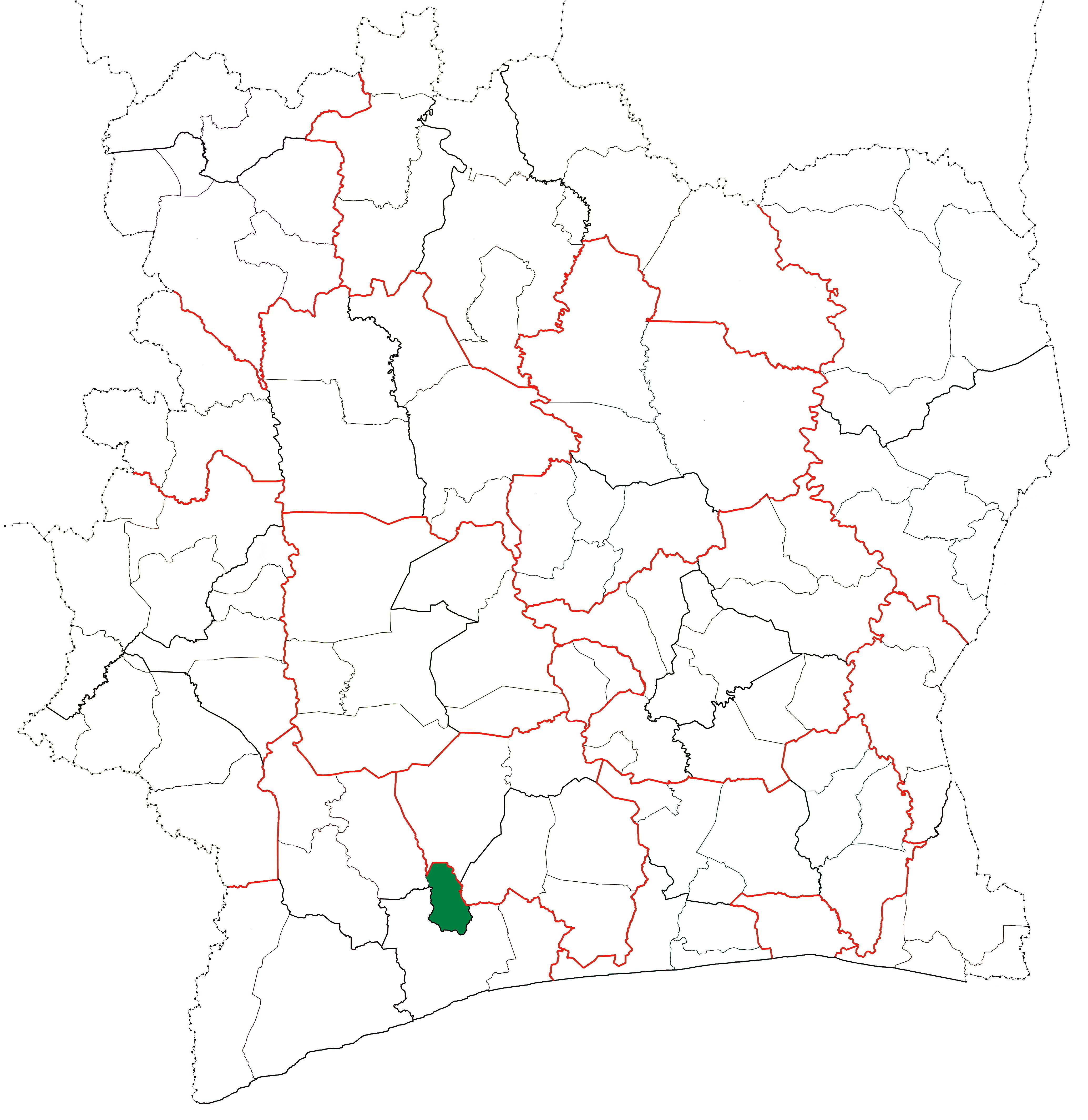

蓋約省（Guéyo Department），是科特迪瓦的省份，位於該國西南部下薩桑德拉區，由納瓦大區負責管轄，西北面是蘇布雷省，成立於2008年3月5日，面積669平方公里，2014年人口83,680，人口密度每平方公里130人。